# یوکا ایگوچی
یوکا ایگوچی (انگلیسی: Yuka Iguchi; ۱۱ ژوئیهٔ ۱۹۸۸ – ) صداپیشه، بازیگر، خواننده، و تهیه‌کننده تلویزیونی اهل ژاپن است. وی از سال ۲۰۰۲ میلادی تاکنون مشغول فعالیت بوده‌است.